# 1992-es Australian Open
Az 1992-es Australian Open az év első Grand Slam-tornája, az Australian Open 80. kiadása volt. január 13. és január 26. között rendezték meg Melbourne-ben. A férfiaknál az amerikai Jim Courier, nőknél a jugoszláv Szeles Mónika nyert.

## Döntők

### Férfi egyes
Jim Courier -  Stefan Edberg, 6-3, 3-6, 6-4, 6-2

### Női egyes
Szeles Mónika -  Mary Joe Fernández, 6-2, 6-3

### Férfi páros
Todd Woodbridge /  Mark Woodforde -  Kelly Jones /  Rick Leach, 6-4, 6-3, 6-4

### Női páros
Arantxa Sánchez Vicario /  Helena Suková -  Mary Joe Fernández /  Zina Garrison Jackson, 6-4, 7-6

### Vegyes páros
Nicole Provis /  Mark Woodforde -  Arantxa Sánchez Vicario /  Todd Woodbridge, 6–3, 4–6, 11–9

## Juniorok

### Fiú egyéni
Grant Doyle –  Brian Dunn 6–2, 6–0

### Lány egyéni
Joanne Limmer –  Lindsay Davenport 7–5, 6–2

### Fiú páros
Grant Doyle /  Brad Sceney –  Lex Carrington /  Jason Thompson 6–4, 6–4

### Lány páros
Lindsay Davenport /  Nicole London –  Maija Avotins /  Joanne Limmer 6–2, 7–5